# Открытка дерзкого Джеки

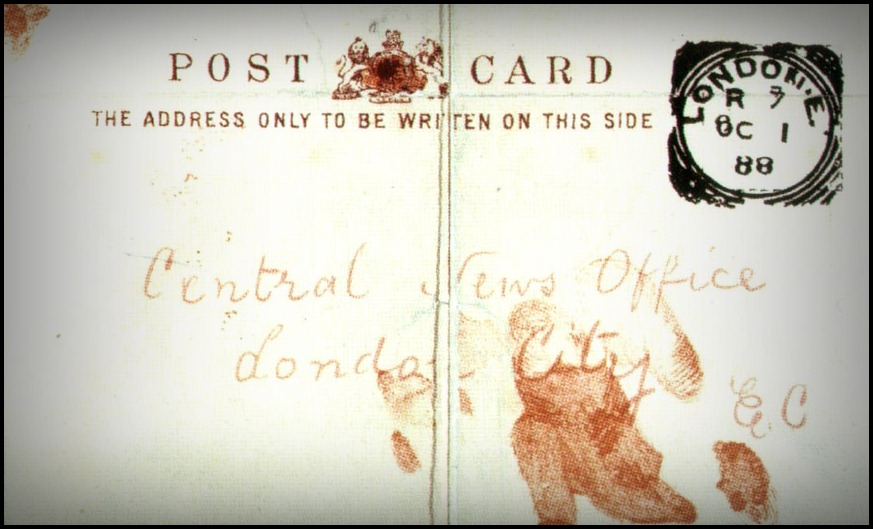
Передняя часть открытки

Открытка дерзкого Дже́ки (англ. Saucy Jacky postcard) — название, которым обозначают открытку, предположительно отправленную серийным убийцей Джеком-потрошителем.
В штемпеле на открытке указана дата 1 октября 1888 года. А в ночь на 30 сентября были убиты Элизабет Страйд и Кэтрин Эддоус. Есть вероятность, что письмо было отправлено сразу после убийств, но штемпель, указывающий, что письмо прибыло на почту более чем сутки спустя после умерщвления женщин, даёт основания считать, что открытка могла быть написана и значительно позже, когда некоторые обстоятельства преступлений могли уже узнать журналисты.
Текст письма переведён с английского языка с соблюдением правил орфографии и пунктуации русского языка. В оригинальном тексте множество орфографических ошибок и совершенно нет запятых.
| Я не обманывал, дорогой начальник, когда я сказал, что ты услышишь завтра о работе Дерзкого Джека. Теперь двое. Одна из них немного визжала, не смог сразу же убить. Не было времени на то, чтобы срезать уши для полиции. Спасибо за то, что сохранил последнее письмо, пока я не вышел на работу. Джек Потрошитель Оригинальный текст (англ.)I was not codding [sic] dear old Boss when I gave you the tip, you'll hear about Saucy Jacky's work tomorrow double event this time number one squealed a bit couldn't finish straight off. Had not got time to get ears off for police thanks for keeping last letter back till I got to work again. Jack the Ripper |

Почерк, которым написано послание, похож на почерк присланного ранее письма «Дорогой начальник…».
Считается, что фраза в открытке «теперь двое» намекает, что две жертвы были убиты близко друг к другу и вскоре одна за другой. Этого хватило, чтобы полиция снова решила опубликовать изображение открытки, понадеявшись, что кто-нибудь опознает почерк автора.
Позже сотрудники полиции утверждали, что установили личность журналиста — автора мистификаций, который, по их заявлению, является и автором письма «Дорогой начальник».
Как и в случае с письмом «Дорогой начальник…», открытка была похищена через несколько лет из полицейского архива. Но в отличие от «письма начальнику», открытка Дерзкого Джеки возвращена не была.